# دژو بوندژاک
دژو بوندژاک (مجاری: Dezső Bundzsák; ۳ مهٔ ۱۹۲۸ – ۱ اکتبر ۲۰۱۰) بازیکن و مربی فوتبال اهل مجارستان بود.
از باشگاه‌هایی که در آن بازی کرده‌است می‌توان به باشگاه ورزشی واشاش اشاره کرد.
وی همچنین در تیم ملی فوتبال مجارستان بازی کرده‌است.